# نقطة الخضوع (هندسة)

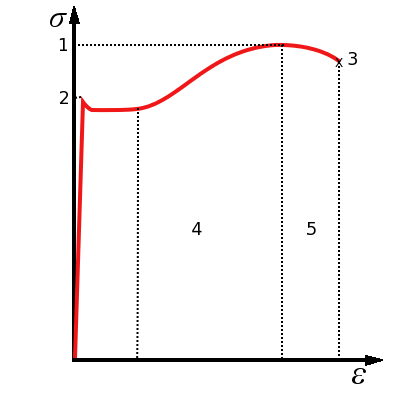

نقطة الخضوع نقطة على منحنى الإجهاد والانفعال، وتُشير إلى نهاية السلوك المرن وبداية السلوك اللدن. قوة الخضوع أو إجهاد الخضوع خاصية تتعلق بالمادة، وهي الإجهاد الذي تبدأ عنده المادة في التشوه بشكل لدن، بينما تُعرف نقطة الخضوع على أنها النقطة التي يبدأ عندها التشوه غير الخطي (المرن + اللدن). تتشوه المادة بشكل مرن قبل نقطة الخضوع وتعود إلى شكلها الأصلي عند إزالة الإجهاد المطبق. يستمر جزء من التشوه بمجرد تجاوز نقطة الخضوع ولا يمكن العودة للشكل الأصلي مرة أخرى.
تحدد نقطة الخضوع حدود أداء العناصر الميكانيكية، لأنها تُمثل الحد الأعلى للقوى التي يمكن تطبيقها دون حدوث تشوه دائم. هذا هو وضع الفشل اللين في الهندسة الإنشائية، الذي لا يتسبب عادةً في الفشل الكارثي أو الفشل النهائي ما لم يتسارع الانبعاج.
تسمح التطورات في تقنيات القياس برسم خرائط عالية الدقة لنقطة الخضوع، والتي تُظهر كما أشار إليها ماركوس راينر، »عدم وجود نقطة خضوع«.
قوة الخضوع خاصية تتعلق بالمواد الحرجة، والتي تستغلها العديد من التقنيات الأساسية للمواد العاملة لإعادة تشكيل المواد بالضغط (مثل: التشكيل واللف والضغط والحني والتشكيل الهيدروليكي) لفصل المواد بالقطع (مثل: استعمال الآلة) أو القص، ولربط العناصر بشكل صلب بالمثبتات. يؤخذ حمل الخضوع على أنه الحمل المطبق على مركز زنبرك مُحمل لتقويم صفائحه.
نقطة الخضوع المزاحة (أو إجهاد الضمان) هي الإجهاد الذي يحدث عنده التشوه اللدن بنسبة 0.2%.

## تعريفات
من الصعب غالبًا تعريف الخضوع بدقة نظرًا للتنوع الهائل لمنحنيات الإجهاد والانفعال التي تظهرها المواد الحقيقية. إضافة إلى ذلك، توجد العديد من الطرق الممكنة لتعريف الخضوع:
حد المرونة الحقيقي
الإجهاد الأدنى الذي تحدث عنده عمليات الإزاحة. نادرًا ما يُستخدم هذا التعريف بسبب حدوث عمليات الإزاحة في ضغوط منخفضة للغاية، واكتشاف مثل هذه الحركة أمرًا صعبًا للغاية.
حد التناسب
يتناسب الإجهاد طردًا مع الانفعال (طبقًا لقانون هوك)، وبالتالي يكون الرسم البياني للإجهاد والانفعال خطًا مستقيمًا، ويكون الميل مساويًا لمعامل مرونة المادة.
حد المرونة (قوة الخضوع)
يحدث تشوه دائم بعد حد المرونة، وبالتالي، فحد المرونة هو نقطة الإجهاد الدُنيا التي يُقاس عندها التشوه الدائم. يتطلب ذلك إزالة الحمل يدويًا، وتعتمد الدقة بشكل حرج على المعدات المستخدمة ومهارة العامل. يكون حد المرونة بالنسبة إلى اللدائن المرنة، مثل المطاط، أكبر بكثير من حد التناسب. أظهرت أيضًا قياسات الانفعال الدقيقة أن الانفعال اللدن يبدأ عند الإجهادات المنخفضة للغاية.
نقطة الخضوع
نقطة موجودة في منحنيات الإجهاد والانفعال والتي تتوقف عندها مستويات المنحنى ويبدأ حدوث التشوه اللدن.
نقطة الخضوع المزاحة (إجهاد الضمان)
نظرًا لصعوبة تعريف نقطة الخضوع بناءً على شكل منحنى الإجهاد والانفعال، تُعرف نقطة الخضوع المزاحة بشكل تحكمي. تُحدد قيمتها عادةً عند 0.1% أو 0.2% من الانفعال اللدن. تُعطى قيمة الإزاحة كرمز سفلي، على سبيل المثال، نقطة الخضوع المُزاحة 0.2 = 310 ميجا باسكال أو نقطة الخضوع المزاحة 0.1 = 350 نيوتن/ مليمتر2. تُضرب نقطة الخضوع المزاحة 0.2 في معامل أمان للحصول على قيمة أدنى من نقطة الخضوع المزاحة، وذلك بالنسبة لمعظم الاستخدامات الهندسية العملية. لا تظهر نقطة الخضوع في سبائك الصلب والألومنيوم عالية المقاومة، لذلك تُستخدم نقطة الخضوع المزاحة في هذه المواد.
نقاط الخضوع العليا والسفلى
تصل بعض المعادن، مثل الصلب الطري، إلى نقطة الخضوع العليا قبل انخفاضها سريعًا إلى نقطة الخضوع الدُنيا. تكون استجابة المادة خطية حتى نقطة الخضوع العليا، وتُستخدم نقطة الخضوع الدُنيا في الهندسة الإنشائية كقيمة مُتحفظ عليها. في حال وصول إجهاد المادة إلى نقطة الخضوع العليا، يُمكن تطوير أشرطة الانزلاق بعد ذلك.

## الاختبارات
يتضمن اختبار قوة الخضوع أخذ عينة صغيرة لمساحة ذات مقطع عرضي ثابت ثم سحبها بقوة محددة متزايدة تدريجيًا حتى حدوث تغير في العينة أو انكسارها. وهذا ما يسمى باختبار الشد. يُسجل الانفعال الطولي و/أو العرضي باستخدام أجهزة التمدد الميكانيكية أو الضوئية.
يُمكن أيضًا محاكاة سلوك الخضوع باستخدام اختبارات افتراضية (على نماذج حاسوبية للمواد)، وخاصة عند الخضوع المجهري باستخدام الهندسة المجهرية للمواد قيد الدراسة.
ترتبط صلابة المسافة البادئة خطيًا بقوة الشد لمعظم أنواع الصلب، ولكن لا يمكن استخدام القياسات على مادة واحدة كمقياس لقياس نقاط القوة في مادة أخرى. ثم يكون اختبار الصلابة بديلاً اقتصاديًا لاختبار الشد، بالإضافة إلى توفير الاختلافات المحلية في قوة الخضوع بسبب عمليات اللحام أو التشكيل، على سبيل المثال. ومع ذلك، يُجرى اختبار الشد في الحالات الحرجة لاستبعاد الغموض.

## الآثار المترتبة على الهندسة الإنشائية
تتميز المنشآت التي تعرضت إلى الخضوع بمتانة أقل، ما يؤدي إلى زيادة الانحرافات وانخفاض قوة الانبعاج. يتشوه المنشأ بشكل دائم عند إزالة الحمل، وقد توجد إجهادات متبقية. تُظهر المعادن الهندسية صلابة انفعال، ما يعني زيادة إجهاد الخضوع بعد إزالة الحمل من حالة الخضوع. تعتمد المنشآت المحسنة، مثل مكونات الطائرة، على الخضوع كوضع فشل آمن. لذلك لا يلزم وجود أي عامل أمان عند مقارنة الأحمال القصوى (الأحمال العليا المتوقعة أثناء التشغيل العادي) بمعايير الخضوع.